# Soren, Gleggen-Köblern, Schweizer Ried und Birken-Schwarzes Zeug
Soren, Gleggen-Köblern, Schweizer Ried und Birken-Schwarzes Zeug este o arie protejată (arie specială de conservare — SAC, sit de importanță comunitară — SCI, arie de protecție specială avifaunistică — SPA) din Austria întinsă pe o suprafață de 317,93 ha, integral pe uscat.

## Localizare
Centrul sitului Soren, Gleggen-Köblern, Schweizer Ried und Birken-Schwarzes Zeug este situat la coordonatele 47°26′53″N 9°41′55″E / 47.4481°N 9.6986°E.

## Înființare
Situl Soren, Gleggen-Köblern, Schweizer Ried und Birken-Schwarzes Zeug a fost declarat sit de importanță comunitară în noiembrie 2006 pentru a proteja 2 specii de plante și 44 de specii de animale. Alte tipuri de protecție:
- arie de protecție specială avifaunistică (în noiembrie 2006)[2]
- arie specială de conservare (în martie 2007)[1][3][4]

## Biodiversitate
Situată în ecoregiunea alpină, aria protejată conține 6 habitate naturale: Pajiști cu Molinia pe soluri calcaroase, turboase sau argilos-nămoloase (Molinion caeruleae), Liziere de ierburi înalte hidrofile de câmpie și de nivel montan până la alpin, Fânețe de joasă altitudine (Alopecurus pratensis, Sanguisorba officinalis), Mlaștini turboase de tranziție și turbării mișcătoare, Depresiuni pe substraturi de turbă de Rhynchosporion, Mlaștini alcaline.
La baza desemnării sitului se află mai multe specii protejate:
- plante (2): Gladiolus palustris, moșișoare (Liparis loeselii)
- păsări (37): lăcar-de-mlaștină (Acrocephalus palustris), pescăruș albastru (Alcedo atthis), fâsă de pădure (Anthus trivialis), ciuf-de-pădure (Asio otus), cânepar (Carduelis cannabina), barză albă (Ciconia ciconia), erete vânăt (Circus cyaneus), cristeiul de câmp (Crex crex), lăstun de casă (Delichon urbica), egretă albă (Egretta alba), presură de grădină (Emberiza hortulana), presură de stuf (Emberiza schoeniclus), șoimul rândunelelor (Falco subbuteo), vânturel roșu (Falco tinnunculus), vânturel de seară (Falco vespertinus), becațină comună (Gallinago gallinago), rândunică (Hirundo rustica), sfrâncioc roșiatic (Lanius collurio), sfrâncioc mare (Lanius excubitor), Locustella naevia, gușă albastră (Luscinia svecica), becațină mică (Lymnocryptes minimus), gaia neagră (Milvus migrans), gaia roșie (Milvus milvus), codobatura galbenă (Motacilla flava), culic mare (Numenius arquata), Numenius phaeopus, pietrar sur (Oenanthe oenanthe), grangur (Oriolus oriolus), bătăuș (Philomachus pugnax), codroșul de pădure (Phoenicurus phoenicurus), ploier auriu (Pluvialis apricaria), mărăcinar (Saxicola rubetra), mărăcinar negru (Saxicola torquatus), silvie de câmp (Sylvia communis), fluierarul de zăvoi (Tringa ochropus), nagâț (Vanellus vanellus)
- amfibieni (2): izvoraș-cu-burta-galbenă (Bombina variegata), triton cu creastă (Triturus cristatus)
- mamifere (1): castor (Castor fiber)
- nevertebrate (4): fluturele auriu (Euphydryas aurinia), Phengaris nausithous, Phengaris teleius, Vertigo geyeri

Pe lângă speciile protejate, pe teritoriul sitului au mai fost identificate 14 specii de plante, 10 specii de păsări, 2 specii de amfibieni, 40 de specii de nevertebrate.